# Обыкновенный кактусовый крапивник
Обыкновенный кактусовый крапивник (лат. Campylorhynchus brunneicapillus) — мелкая птица семейства крапивниковых, обитающая на юго-западе США и в Мексике.

## Описание
Обыкновенный кактусовый крапивник достигает длины от 18 до 22 см. Размах крыльев составляет от 20 до 30 см. Вес варьирует от 32 до 47 грамм. Хвост, как правило, высоко поставлен. Клюв слегка изогнут, верхняя его часть имеет чёрно-коричневую окраску, а нижняя часть желтоватую окраску. Радужная оболочка глаз тёмно-коричневого цвета. У взрослых особей голова от красновато-коричневого до светло-коричневого цвета. Над глазами проходит белая полоса. Подбородок светлый, горло тёмное. Грудь и брюхо светло оранжево-жёлтого цвета с чёрными и коричневыми пятнами. Остальная часть оперения коричневого цвета с большим количеством неравномерно покрытых белых пятен. Половой диморфизм отсутствует. Молодые особи похожи на взрослых, но с более бледным окрасом. Вокализация крапивника состоит из последовательных, как правило, очень громких, грубых или хриплых звуков различной интенсивности и интонации.

## Среда обитания
Кактусовый крапивник обитает в Южной Калифорнии и Неваде, Аризоне, Нью-Мексико, Западном Техасе, Юте и на севере Мексики. Основным местом проживания в пустынных районах являются кактусовые либо окраины жилых районов.
Птицы хорошо переносят соседство с человеком и часто гнездятся вблизи домов и оживлённых дорог. Даже потревоженные, они не покидают гнездо. Более того: свойственное крапивникам любопытство часто заставляет их залетать в открытые окна зданий и автомобилей.
Обыкновенный кактусовый крапивник является символом штата Аризона.

## Образ жизни
Птицы держатся одиночно или небольшими группами, выбирая для поисков пищи низкую растительность. Питаются насекомыми, паукообразными, а также ягодами и семенами. Кроме этого, в рационе крапивника могут быть мелкие ящерицы и плоды кактуса. Было отмечено, что крапивники грабили гнёзда других птиц. Самки и самцы живут круглый год в одной местности, не меняя своей среды обитания в течение всей жизни. Размножаются птицы несколько раз в год. Средняя продолжительность жизни кактусового крапивника составляет от семи до десяти лет. Наибольшую опасность для жизни птиц представляют койоты, лисы, рыси и кошки.

## Размножение

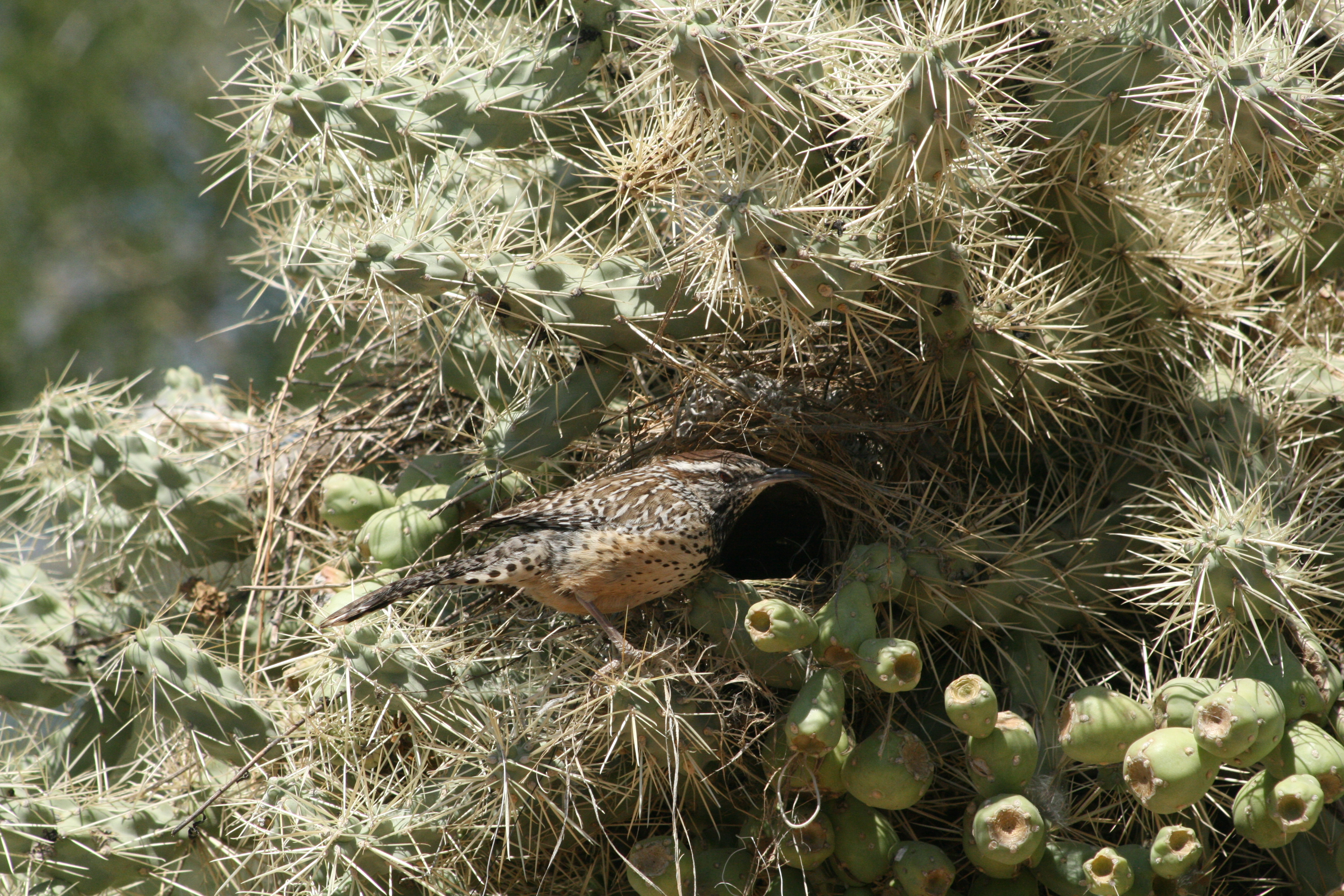
Обыкновенный кактусовый крапивник у гнезда

В строительстве гнезда участвуют самцы и самки. Обычно оно располагается внутри цилиндропунций на высоте до трёх метров, реже в карнегиях. Колючки кактуса защищают гнездо от хищников. Гнёзда имеют сферическую форму с одним боковым входом. В качестве гнездового материала используются сухие веточки, увядшая трава, перья и шерсть животных.
Самка откладывает три-четыре яйца, высиживает их в одиночку. Яйца от беловатого до бледно-розового цвета с небольшими коричневыми точками. Инкубационный период составляет 16 дней. Для яиц и птенцов опасность представляют хищники, особенно ужеобразные. После вылупления птенцов выкармливают оба родителя. Через 19—23 дней птенцы покидают гнездо.